# Samick

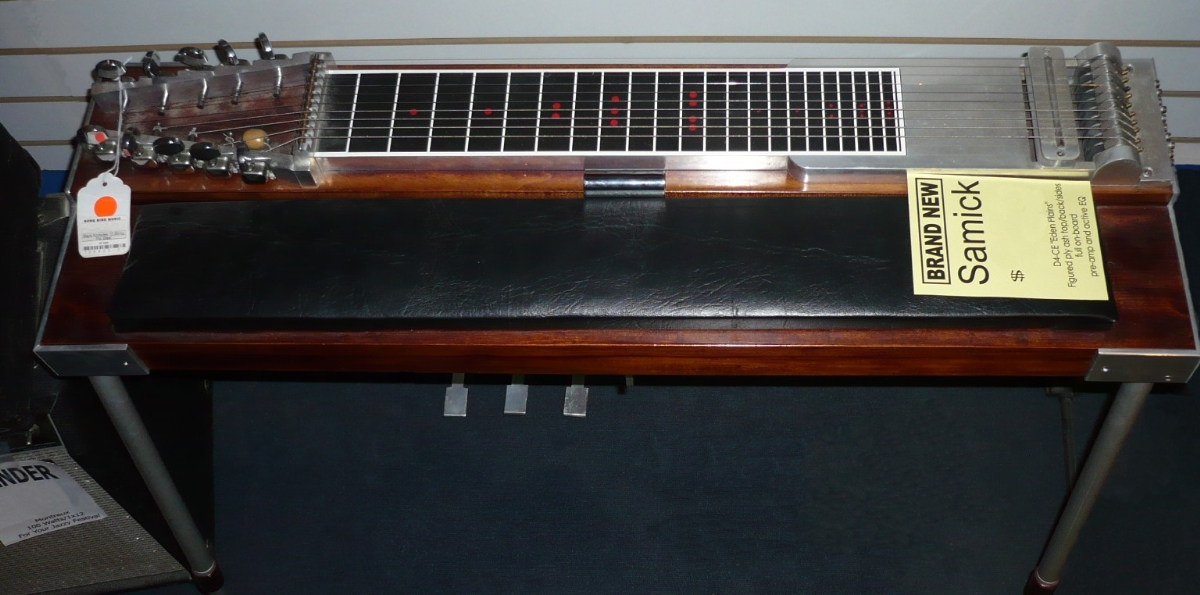
Gitara hawajska firmy Samick

Samick Music Co. – koreańska korporacja producentów instrumentów muzycznych klawiszowych (pianina), strunowych (gitary, skrzypce, wiolonczele) i innych.
Stworzona w 1958 roku pod nazwą Samick Pianos, początkowo zajmowała się produkcją i sprzedażą pianin, następnie gitar akustycznych i gitar elektrycznych. Od 1975 r. korporacja zaczęła tworzyć komponenty do łuków sportowych. W 1992 r. otworzyła kolejną fabrykę, pod Bogorem w Indonezji, która obecnie prosperuje pod nazwą Samick Indonesia. Od roku 1999 Samick skupił się przede wszystkim na produkcji pianin, natomiast gitary elektryczne pojawiły się pon nową nazwą Greg Bennett Guitars. W lipcu 2007 roku otworzone zostało amerykańskie biuro w Gallatin, gdzie rozpoczęto produkcję pianin Knabe.
Samick związany jest współpracą z niemieckimi firmami takimi jak Seiler, czy Bechstein.
W obecny skład korporacji wchodzą takie marki instrumentów jak:
- Greg Bennett
- Knabe
- Kohler & Campbell
- Kohler Digital
- Pramberger
- Samick (pianina)
- Silverstone
- Sohmer